# Poroderma africanum
Poroderma africanum es una especie de peces de la familia Scyliorhinidae en el orden de los Carcharhiniformes.

## Morfología
• Los machos pueden llegar alcanzar los 101 cm de longitud total.

## Reproducción
Es ovíparo.

## Alimentación
Come principalmente crustáceos, pero, también, peces osteíctios y cefalópodos.

## Depredadores
En Sudáfrica es depredado por Notorynchus cepedianus .

## Hábitat
Es un pez de mar y de clima subtropical que vive hasta los 100 m de profundidad.

## Distribución geográfica
Es un endemismo de Sudáfrica.